# گیل کینگ
گیل کینگ (انگلیسی: Gayle King؛ زادهٔ ۲۸ دسامبر ۱۹۵۴) مجری رادیو، و روزنامه‌نگار اهل ایالات متحده آمریکا است. وی از سال ۱۹۸۱ میلادی تاکنون مشغول فعالیت بوده‌است.